# Rzules
Les rzules, rjeûles ou rjoules (du savoyard rzula ou rjeûla, « rissole ») sont un mets traditionnel savoyard ressemblant à des petits chaussons de pâte feuilletée garnis avec de la compotée de pommes, de poires ou encore avec de la confiture. Ce mets était traditionnellement préparé en grande quantité durant l'automne et lors des fêtes de fin d'année ou des mariages.

## Préparation
Les recettes varient d'un endroit à l'autre, voire d'une cuisinière à l'autre, mais ces changements ne sont que minimes, en règle générale les rzules (ou rissoles en français) se font comme suit : Tout d'abord on prépare une pâte feuilletée un peu plus beurrée qu'une pâte feuilletée normale. Après avoir travaillé cette pâte, on l'étend et on y dépose de petits tas de garniture (compotée, confiture) de manière linéaire espacés de quelques centimètres. Ensuite on replie la pâte sur ces petits tas, on découpe et soude les bords, puis on met à cuire les rzules quelques minutes dans la friture en tapant le rebord de la poêle pour qu'elles gonflent. Une fois cuites, les rzules sont saupoudrées de sucre glace et mangées tièdes.